# Maria das Neves
Maria das Neves Ceita Baptista de Sousa (1958) è una politica saotomense.
È stata Primo ministro di São Tomé e Príncipe dall'ottobre 2002 al settembre 2004, eccezion fatta per alcuni giorni nel luglio 2003 in cui la sua carica è stata deposta tramite un colpo di Stato.
È stata la prima donna a ricoprire il ruolo di capo del Governo nel Paese.